# عشق زاده
عشق زاده (به هندی: Ishaqzaade) یا عاشق زاده فیلمی است محصول سال ۲۰۱۲ و به کارگردانی حبیب فیصل است. در این فیلم بازیگرانی همچون آرجون کاپور، پرینیتی چوپرا، گوهر خان ایفای نقش کرده‌اند.